# POV-Ray
POV-Ray는 다양한 컴퓨터 플랫폼에서 사용할 수 있는 레이 트레이싱 프로그램이다. 원래는 David Kirk Buck와 Aaron A. Collins가 작성한 DKBTrace 기반이었다. 만든이 Alexander Enzmann가 공헌하였던 초기 Polyray 레이트레이서로부터의 영향도 있었다. POV-Ray는 소스 코드가 공개되어 있는 자유 소프트웨어이다.

## 기능

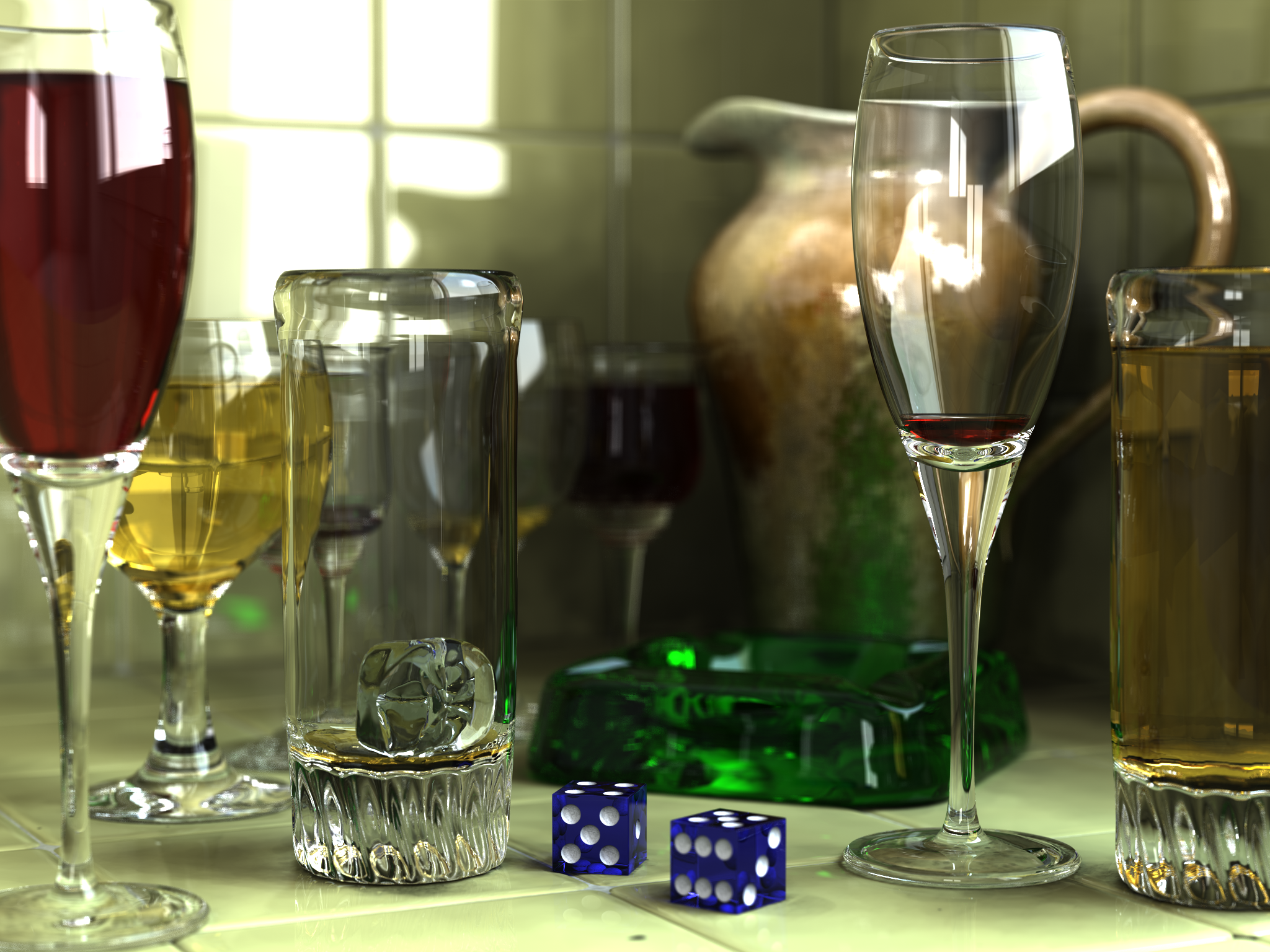
POV-Ray를 사용하여 렌더링 과정을 거친 유리잔 모습

POV-Ray는 만들어진 이후로 지금에 이르러 완성도가 매우 높다. 최근에 나온 소프트웨어 버전은 다음의 기능을 포함하고 있다:
- 매크로와 루프를 지원하는 튜링 완전 장면 서술 언어 (SDL)[5]
- 미리 준비된 장면, 텍스처, 객체
- 수많은 기하학 원시 데이터와 CSG(구조적 고체 기하학) 지원
- 여러 종류의 광원
- 안개, 매체(연기, 구름)와 같은 대기 효과
- 포톤 매핑을 사용한 반사, 굴절, 화선
- 라디오시티 (radiosity)
- 주름, 울퉁불퉁한 모습, 물결과 같은 표면 패턴 (절차적 텍스처와 범프 매핑 사용)
- TGA, PNG, JPEG (입력만)로 텍스처, 랜더 출력 지원
- 확장된 사용자 문서

## SDL로 작성한 프로그래밍 예
아래의 예는 POV-Ray가 사용하는 SDL의 예제로 랜더링할 장면을 설명한다. 카메라, 광원, 단순한 상자 모양, 변형 효과, 회전 등의 사용을 증명하고 있다.
```
 
#version
 
3.6
;

 
#include
 
"colors.inc"

 
global_settings
 
{
 
assumed_gamma
 
1.0
 
}

 
background
   
{
 
color
 
rgb
 
<
0.25
,
 
0.25
,
 
0.25
>
 
}

 
camera
       
{
 
location
  
<
0.0
,
 
0.5
,
 
-
4.0
>

                
direction
 
1.5
*
z

                
right
     
x
*
image_width
/
image_height

                
look_at
   
<
0.0
,
 
0.0
,
 
0.0
>
 
}

 
light_source
 
{
 
<
0
,
 
0
,
 
0
>

                
color
 
rgb
 
<
1
,
 
1
,
 
1
>

                
translate
 
<
-
5
,
 
5
,
 
-
5
>
 
}

 
light_source
 
{
 
<
0
,
 
0
,
 
0
>

                
color
 
rgb
 
<
0.25
,
 
0.25
,
 
0.25
>

                
translate
 
<
6
,
 
-
6
,
 
-
6
>
 
}

 
box
          
{
 
<
-
0.5
,
 
-
0.5
,
 
-
0.5
>

                
<
0.5
,
 
0.5
,
 
0.5
>

                
texture
 
{
 
pigment
 
{
 
color
 
Red
 
}

                          
finish
  
{
 
specular
 
0.6
 
}

                          
normal
  
{
 
agate
 
0.25
 
scale
 
1
/
2
 
}
 
}

                
rotate
 
<
45
,
46
,
47
>
 
}

```

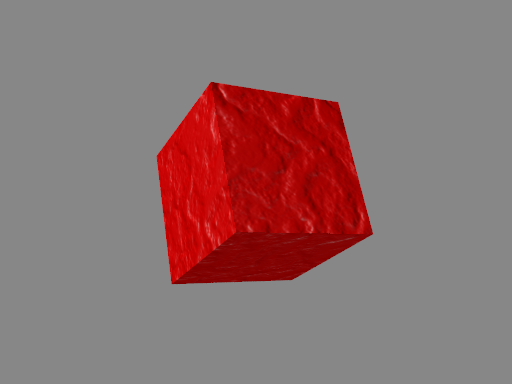
POV-Ray 이미지 출력

아래의 예는 변수 선언, 할당, 비교, while 루프를 사용한 스크립트 부분이다.:

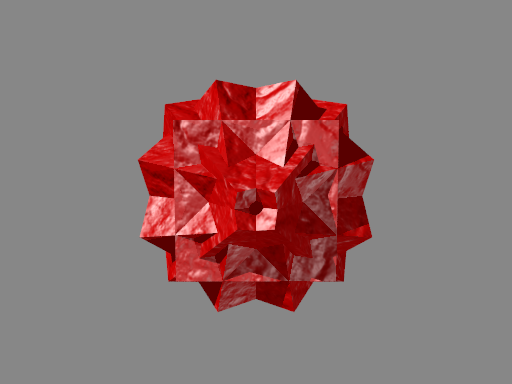
POV-Ray 이미지 출력

```
 
#declare
 
the_angle
 
=
 
0
;

 
#while
 
(
the_angle
 
<
=
 
360
)

 	
box
 
{
   
<
-
0.5
,
 
-
0.5
,
 
-
0.5
>

 		
<
0.5
,
 
0.5
,
 
0.5
>

                
texture
 
{
 
pigment
 
{
 
color
 
Red
 
}

                          
finish
  
{
 
specular
 
0.6
 
}

                          
normal
  
{
 
agate
 
0.25
 
scale
 
1
/
2
 
}
 
}

 		
rotate
 
the_angle
 
}

 	
#declare
 
the_angle
 
=
 
the_angle
 
+
 
45
;

 
#end

```

## 같이 보기
- 블렌더 (소프트웨어)